# Theodor Grape
Theodor Grape,  född 17 september 1831 i Pajala kapellförsamling, död 5 december 1896 i Haparanda, var en svensk läroverkslärare och tidningsutgivare.
Theodor Grape föddes i Kengis men kom 1835 till Karungi i Karl Gustav, då fadern prosten Zacharias Grape blev kyrkoherde där, samt 1844 till Överkalix när fadern fick transport till detta större pastorat. Efter skolgång i Haparanda och vid Härnösands gymnasium från 1847 blev Grape student vid Uppsala universitet år 1850. Emellertid återvände han till Härnösand när han 1855 avlade folkskollärar- och organistexamen. Därefter tjänstgjorde han ett par år i Haparanda stads folkskola men övergick sedan till det nya yrket telegrafist, först i Piteå 1859 och därefter i Haparanda 1859–1871. Åren 1862–1870 återvände han till läraryrket och vikarierade som läroverkskollega i Haparanda men fick 1870 ordinarie tjänst efter dispens. Grape var vidare lasarettssyssloman, förestod stadens lånebibliotek och var verkställande direktör i Haparanda Boktryckeri ab.
Därefter började han en publicistisk verksamhet, först som korrespondent för Nerikes Allehanda och snart som utgivare av Nyaste Riksgränsen. Hans största insats på området var emellertid grundandet av Haparandabladet i juli 1882, där han också skrev under signaturerna Thor, Borealis, Kurry och T-r. Han redigerade tidningen till sin död 1896 med biträde av läroverkskollegan N. J. Näsman. Efter Grapes död övertogs redaktörskapet av komminister Henning Bucht.
Grape var gift med Mathilda Silfwerbrand, som var dotter till Mathias Ulrik Silfwerbrand och vars två systrar var gifta med författaren Wilhelm Bäckman. Makarna Grape hade en son som dog späd men flera döttrar som nådde vuxen ålder; en av dem var läraren Mia Grape. Han var bror till kyrkoherden Isak Grape och folkskoleinspektören Zacharias Grape.